# Kilmaurs Castle
Kilmaurs Castle ist eine abgegangene Niederungsburg auf dem Gelände der Jocksthorn Farm bei Kilmaurs in der schottischen Council Area East Ayrshire. Timothy Pont schrieb über sie Anfang des 17. Jahrhunderts:

„Das Kastell ist ein altes, starkes Gebäude, dass des Earls of Glencairn gehört, umgeben von einem schönen Park namens Carmel Wood, an dem Carmel Water vorbeifließt.“ „(...) Das alte Herrenhaus des Barons soll etwa eine halbe Meile südöstlich von Kilmaurs gelegen haben, wo man noch einige Ruinen auf dem Bauernhof Jock’s-thorn erkennen kann, vermutlich die ursprüngliche Villam de Cuninghame – die erste Besitzung der Familie.“

Die Burg darf man nicht mit der späteren Besitzung der Familie ‚Cunninghame namens Kilmaurs Place verwechseln, die Dobie 1876 „im Vergleich dazu modern“ nennt.

## Geschichte
1527 soll Cuthbert Cunninghame sowohl in Jocksthorn als auch in Kilmaurs Place gewohnt haben, „unter der Annahme, dass Jocksthorn tatsächlich Kilmaurs Castle ist und dass an Stelle der heute ruinösen Gebäudeflucht aus dem Ende des 16. oder Anfang des 17. Jahrhunderts bei The Place ein früheres Gebäudes gegeben hat. Nach dem Bau des späteren The Place muss die Burg bald aufgegeben worden und verfallen sein.“
Die Landkarte von Timothy Pont von um 1600 zeigt eine typische Turmburg in einer Einfriedung mit einem zweiten Gebiet eingefriedeten, lichten Waldes, das entlang Carmel Water verläuft. Es wird eine Mühle angezeigt und ein Wohnhaus von „Karmel-Wood“; ein Bauernhof dieses Namens ist bis heute erhalten. Das Anwesen wird als „Kilmaers“ bezeichnet und liegt südlich der Kirche. Nur ein Turm ist in der Gegend verzeichnet und Jocksthorn ist nicht erwähnt. Kilmaurs Castle ist das einzige Anwesen in der Gegend, das mit einer zweiten, bewaldeten Einfriedung gezeigt wird.
1612 gab John Monipennie an, dass Kilmaurs Castle die Residenz der Earls of Glencairn war, was darauf schließen lässt, dass Kilmaurs Place damals noch nicht erbaut war, wenigstens nicht in Form einer geeigneten Residenz.
Molls Karte vom Anfang der 1700er-Jahre zeigt eine Burg, aber keine Einfriedungen. Jocksthorn und Kilmore Place sind nicht verzeichnet.
Das Statistical Account of 1791-99 sagt vom Earl of Glencairn: „Diese Adelsfamilie residierte zu dieser Zeit in dieser Gemeinde, wo sie ein Haus hatten, von dem einige kleine Ruinen auf einem Bauernhof, der Jock’s-thorn genannt wird und in der Nähe der Straße von Stewarton nach Kilmarnock liegt, noch erhalten geblieben sind (...)“.
Roys Militärkarte der Gegend aus den 1750er-Jahren zeigt ein großes Gebiet möglichen lichten Waldes an, das noch nicht kultiviert wurde, wo Kilmaurs Castle einst gestanden sein soll. Armstrongs Karte von 1775 zeigt ein Gebäude im Stil einer Burg am vermuteten Standort, wenn auch der Name „Jock’s Thorn“ damit verbunden zu sein scheint.
Adamson gab 1875 an, dass die alte Burg in der Nachbarschaft von Jock’s oder Jack’s Thorn Farm, heute Jocksthorn, war und viele alte Leute von Kilmaurs sich 1875 erinnern konnten, zwischen den ruinösen Überresten von Mauerwerk gespielt zu haben, die den Standort dieser alten Burg der Cunninghames bedeckten.

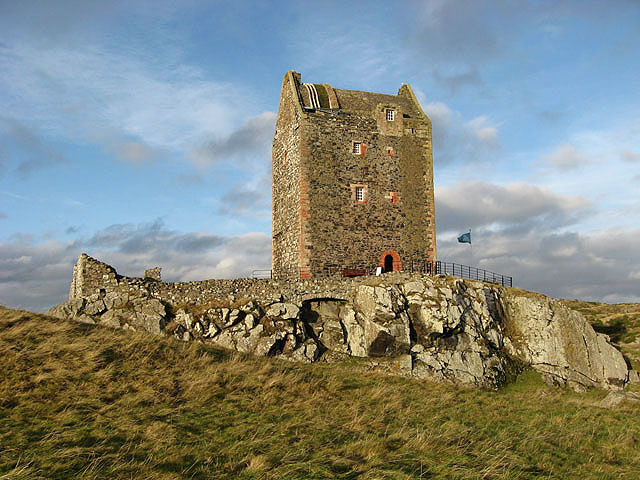
Eine typische, schottische Turmburg in Smailholm

Adamson spricht auch von typischem, lichten Waldgelände einer solchen Wohnstatt, das in den 1870er-Jahren noch mit ehrwürdigen alten Bäumen existierte, was nach Rondellen von Bäumen klingt, Alleen, die Straßen und Reitwege säumten usw. All dies assoziiert man üblicherweise nicht mit Bauernhöfen und er scheint das Argument zu verstärken, dass dies der Standort einer Burg sei, indem er einen „(...) rasengedeckten, runden Mound“ oder eine Motte an dem „traditionellen“ Standort beschreibt.
In den Jahren 1884–1886 zeichnet der Gazetteer of Scotland auf, dass „(...) ein benachbarter Bauernhof, Jock's Thorn, Spuren der ursprünglichen oder älteren Residenz der Familie Glencairn enthält, denen Kilmaurs den Titel eines Barons verliehen hat, sowohl, weil sie die Earls of Glencairn waren und auch 53 Jahre früher“.
Den kartografische Beweis für ein mit Zinnen versehenes Gebäude an dieser Stelle hat die Royal Commission on the Ancient and Historical Monuments of Scotland (RCAHMS) aufgezeichnet, vermutlich eine typisch schottische Turmburg.
Das Fehlen von Bausteinen an diesem Standort und die klaren Aufzeichnungen von Ruinen an genau dieser Stelle zeigen einen hohen Grad von “Diebstahl” zugunsten von Bauprojekten wie der Jocksthorn Farm, Kilmaurs Place und anderer Gebäude an. Die alte Burg stand an einer Straße, die den leichten Transport von Baumaterial zu anderen Baustellen ermöglichte.

### Weitere Beweise am Standort
Der Wortteil „Thorn“ von Jocksthorn könnte einen Turm bezeichnen, wie bei Jocks-Thorn in Great Cumbrae. „alias Jock-Torn; ein Kopf, eine Erhebung, also Turmhügel“. „Thorn“ kommt in Wörtern vor, die Versammlung, Versammlungsplatz und Grundstück oder Rodung bedeuten.
Am traditionellen Standort liegt eine große Zahl von aussortierten Feldsteinen entlang der Hecke, die zur Jockthorn Farm führt.
Auch wenn der Standort nicht besonders gut zu verteidigen ist, bietet er doch einen außergewöhnlichen Rundblick auf die Gegend, wie man in der unten stehenden Bildergalerie sieht:
Ausblicke vom Standort von Kilmaurs Castle

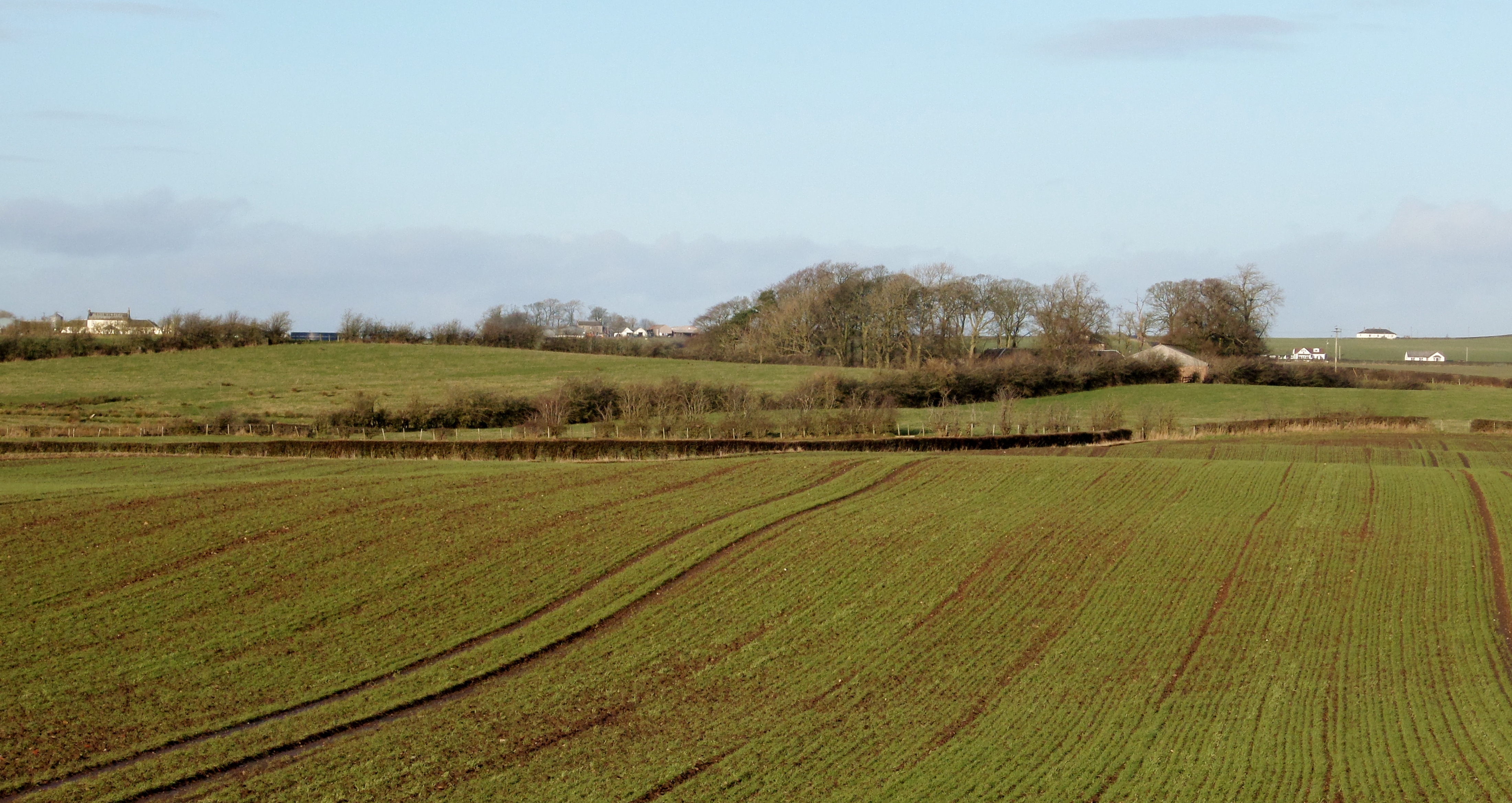
Bellsland Farm und Blick nach Nordosten
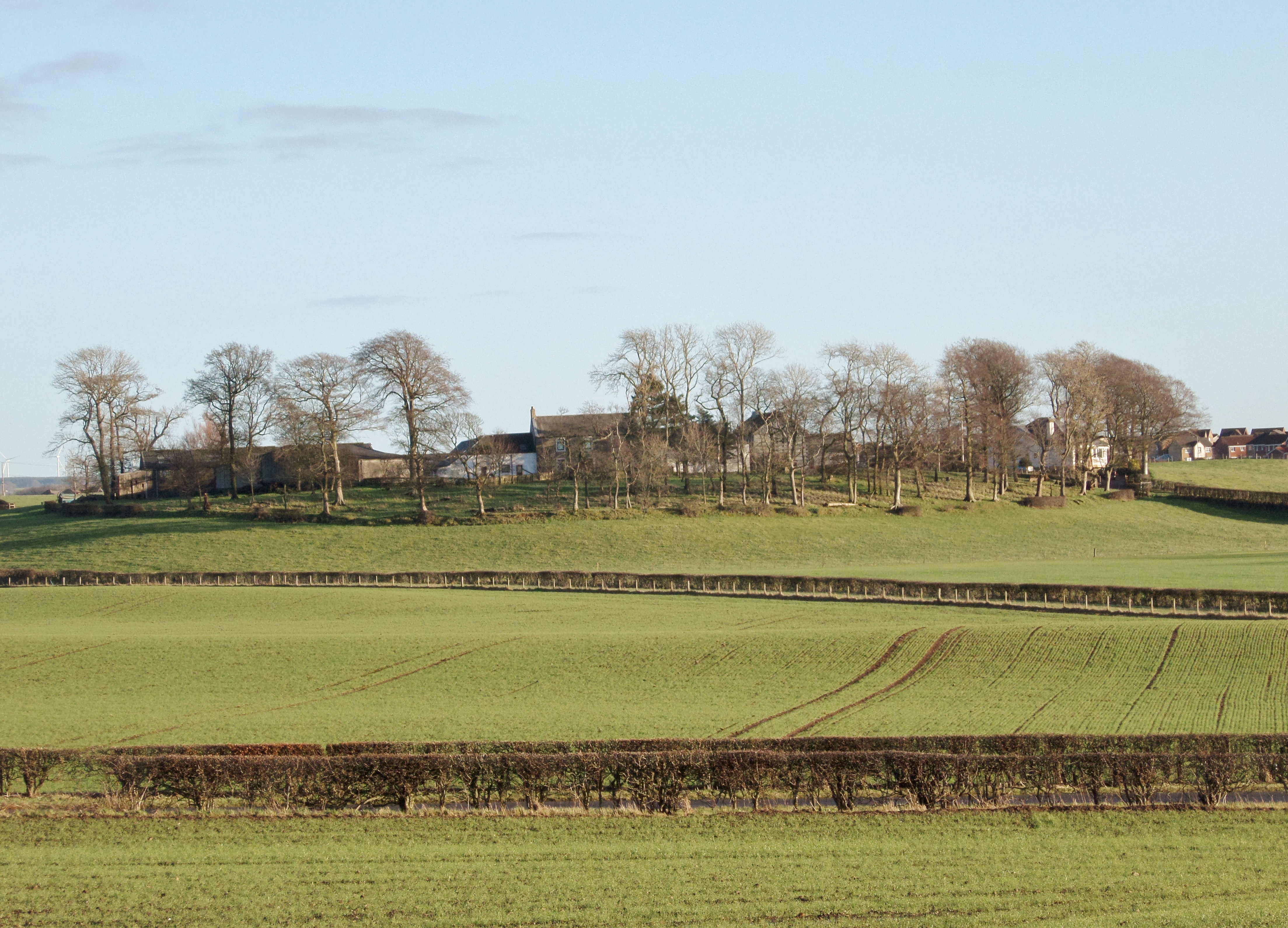
Grassmillside Farm und Blick nach Südosten
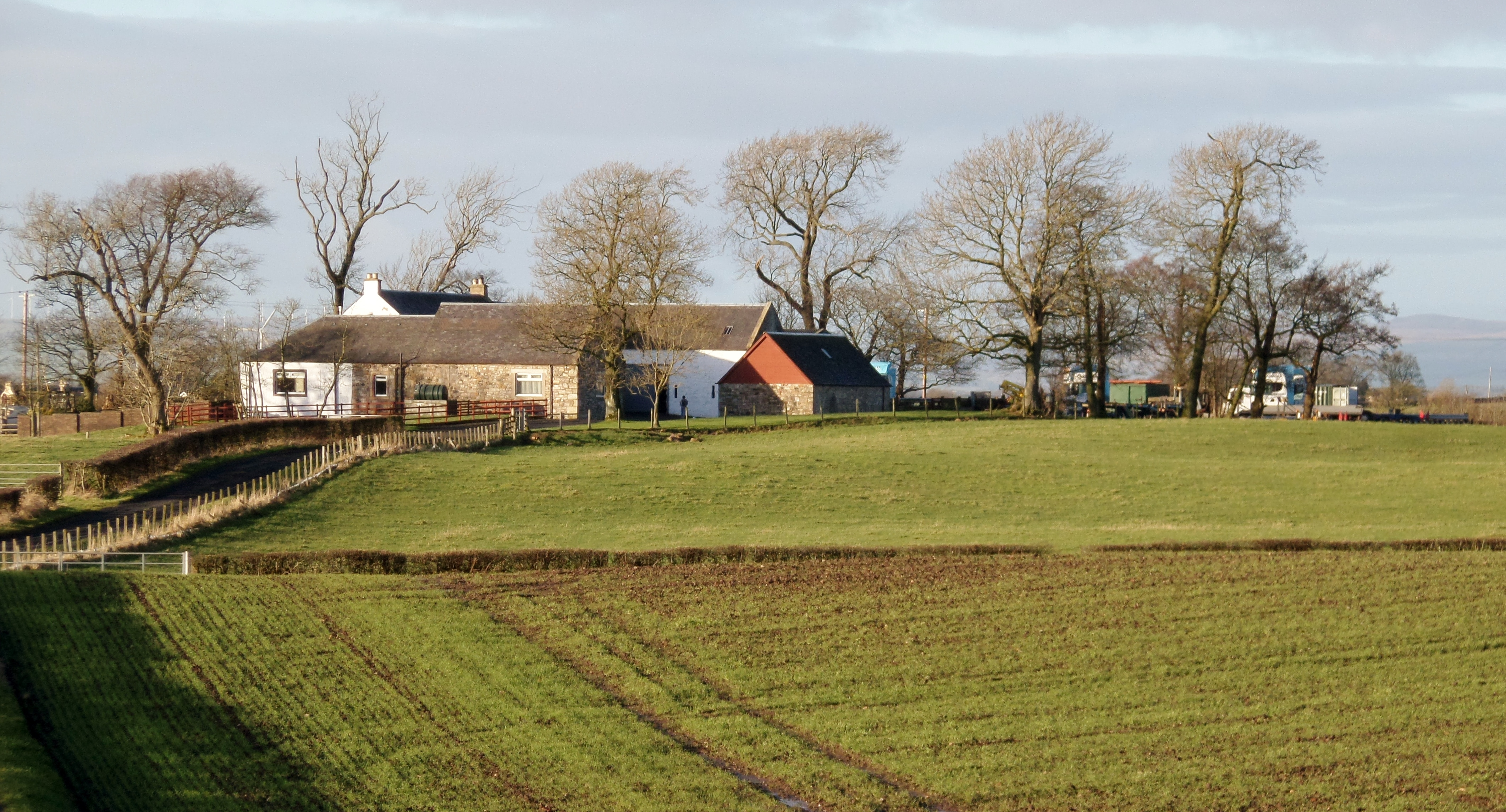
Jocksthorn Farm und Blick nach Nordwesten
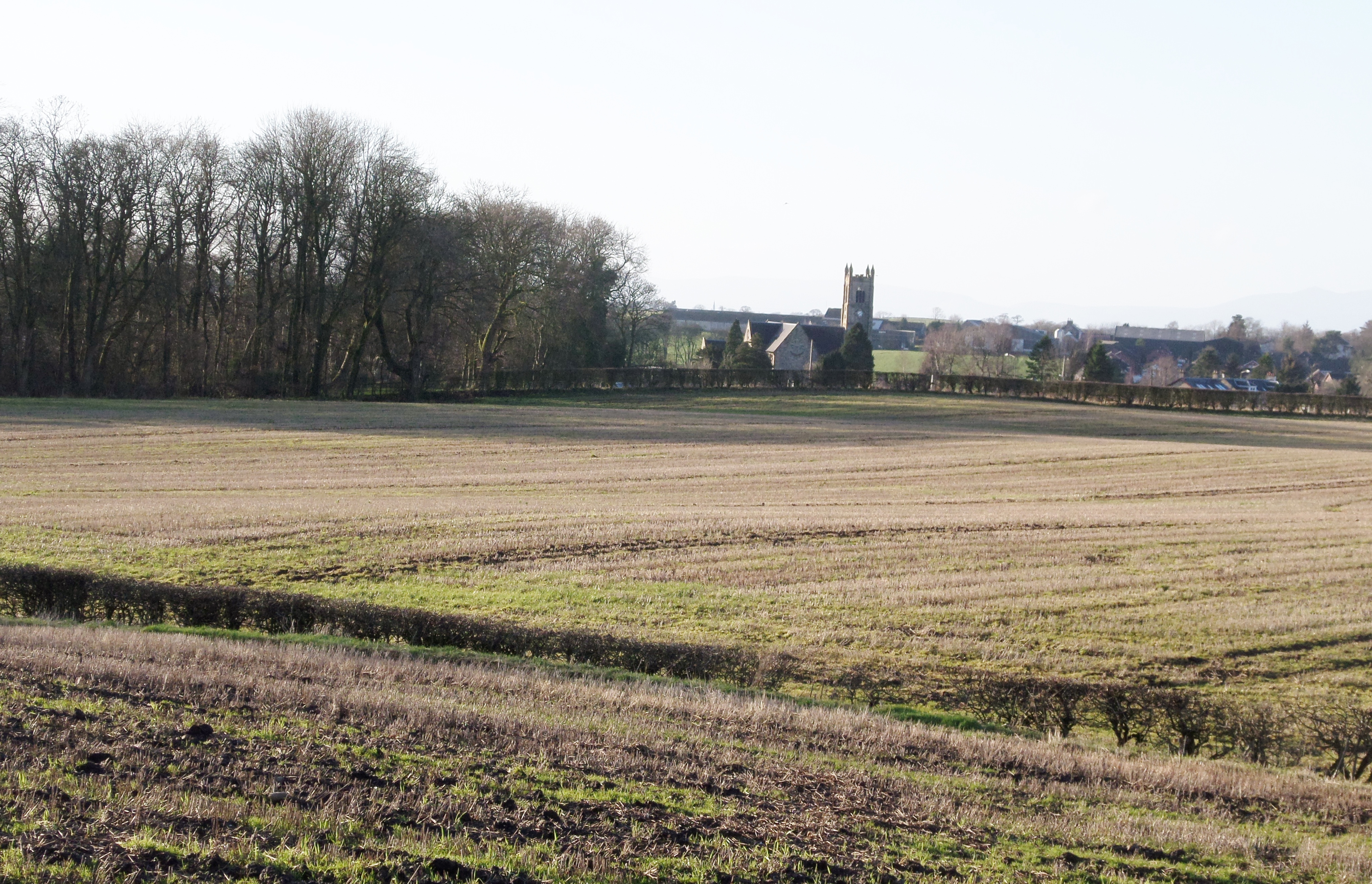
Kirche von St Maurs-Glencairn, Tour und Blick nach Südwesten

Bei Canmore steht, dass „leichte Wellenbewegungen legen vorherige Störungen nahe und viele, große unförmige Steine wurden gegen eine angrenzende Hecke geworfen. Der Bauer von Jocksthorn berichtet, dass dies ein schwieriges, steiniges Gelände zum Pflügen sei (...)“.
Davis berichtet, dass der örtliche Bauer bemerkt hat, dass Steingut und Steine durch das Pflügen an einer erhöhten Stelle außerhalb des alten Eingangs zur Jocksthorn Farm an einem Punkt östlich des Tour Houses und von Jock's Thorn zutage gefördert wurden.
Mit Metalldetektoren fand man eine Reihe mittelalterlicher Münzen in dieser Gegend zwischen möglichen Bausteinen von alten Gebäuden und Fundamenten. Auf der 6-Zoll-Ordnance-Survey Map of Kilmaurs ist der vermutete Standort von Kilmaurs Castle abseits der Zufahrtsstraße zur Jocksthorn Farm, die von der Straße nach Stewarton abzweigt, verzeichnet.

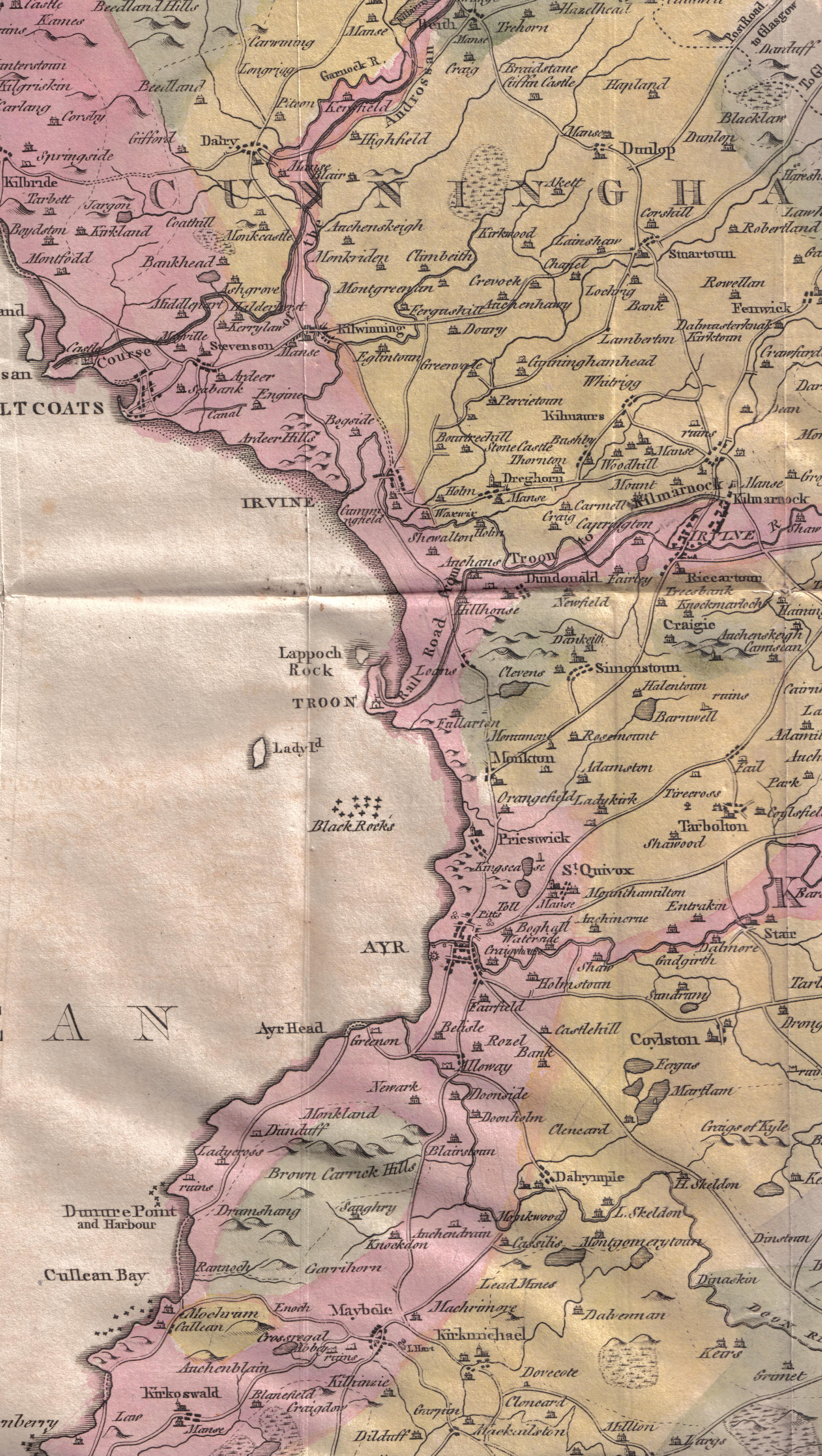
William Aitons Landkarte von 1811 mit der Lage der Ruinen von Kilmaurs Castle bei Jocksthorn

Dobie gibt 1874 an, dass die Residenz des Barons sich etwa eine Meile südöstlich von Kilmaurs befand und man noch Ruinen auf dem Land von Jocksthorn erkennen konnte.
| Etymologie |
| „Carmel“, dessen älteste Form „Caremuall“ ist, soll laut McNaught vom schottisch-gälischen „Car“ (dt.: Fort) und „Meall“ (dt.: Hügel) abgeleitet sein. Daher: „Fort auf einem Hügel“. |

## Örtliche Geschichte
Dobie berichtet, dass die Burg in einem Park namens „Carmel Wood“, benannt nach dem Carmel Water, stand. Ein Bauernhof namens „Carmellwood“ liegt nordöstlich des Standortes der Burg.
Der Tour Burn fließt unterirdisch in einem Abzugskanal von der Stewarton Road bei Grassmillside in die Nähe der Ecke eines benachbarten Feldes in der Nähe der Ländereien von Tour. Man weiß nicht, ob dies irgendwie in Verbindung mit den landwirtschaftlichen Bedürfnissen steht, die von der Burg, ihres Mounds, den zugehörigen Ländereien, Gärten usw. ausgehen.
Der Standort befindet sich 3,2 km entfernt von Kilmarnock und 8,4 km entfernt von Stewarton.